# TRF1
Tr-F1 är en Fransk haubits tillverkad av Nexter och i tjänst hos Franska armén. Kalibern är 155 mm och den har en effektiv räckvidd på 30 km. Den användes bland annat under gulfkriget. 